# Бјеруњ
Бјеруњ (пољ. Bieruń) је град у Пољској у Војводству Шлеском у Повјату бјерунско-ленђинском. Према попису становништва из 2011. у граду је живело 19.876 становника.
У близини Бјеруња налазио се антички град Leucaristus.
Бјеруњ је добио статус града 1387. године.
Град Бјеруњ се сатоји од два дела: Старог и Новог Бјеруња.
.

## Становништво
Према прелиминарним подацима са пописа, у граду је 2011. живело 19.876 становника.
| 2002.  | 2011.  | 2012.  |
| ------ | ------ | ------ |
| 20.094 | 19.876 | 19.681 |

## Партнерски градови
- Гунделфинген